# دنیس کولودین
دنیس کولودین (روسی: Денис Алексеевич Колодин؛ زادهٔ ۱۱ ژانویهٔ ۱۹۸۲) بازیکن فوتبال اهل روسیه بود.
از باشگاه‌هایی که در آن بازی کرده‌است می‌توان به باشگاه فوتبال ولگا نیژنی نووگورود، باشگاه فوتبال قزل‌یار، باشگاه فوتبال آلتای، باشگاه فوتبال الیستا، باشگاه فوتبال روستوف، باشگاه فوتبال سوکول ساراتوف، باشگاه فوتبال دینامو مسکو، و باشگاه فوتبال کریلیا سووتوف سامارا اشاره کرد.
وی همچنین در تیم‌های ملی فوتبال زیر ۲۱ سال روسیه و روسیه بازی کرده‌است.